# Del Rey Oaks
Del Rey Oaks é uma cidade localizada no estado americano da Califórnia, no Condado de Monterey. Foi incorporada em 3 de setembro de 1953.

## Geografia
De acordo com o United States Census Bureau, a cidade tem uma área de 1,2 km², onde todos os 1,2 km² estão cobertos por terra.

### Localidades na vizinhança
O diagrama seguinte representa as localidades num raio de 16 km ao redor de Del Rey Oaks. 

## Demografia
Segundo o censo nacional de 2010, a sua população é de 1 624 habitantes e sua densidade populacional é de 1 306,31 hab/km². Possui 741 residências, que resulta em uma densidade de 596,05 residências/km².